# ミラマ
ミラマ(Miramas)は、ブーシュ＝デュ＝ローヌ県の市(コミューン)。

## 地理
ベール湖の北に位置している。

## 人口統計
| 1962年 | 1968年 | 1975年 | 1982年 | 1990年 | 1999年 | 2006年 | 2015年 |
| ------ | ------ | ------ | ------ | ------ | ------ | ------ | ------ |
| 9943   | 10544  | 15585  | 20414  | 21602  | 22526  | 24517  | 25639  |

参照元:1962年から1999年までは複数コミューンに住所登録をする者の重複分を除いたもの。それ以降は当該コミューンの人口統計によるもの。1999年までEHESS/Cassini、2006年以降INSEE

## 産業
- 食料品工業

## 史跡
- 古代ローマ時代の砦あと

## 参照
1. ↑  http://cassini.ehess.fr/cassini/fr/html/fiche.php?select_resultat=22570
2. ↑  https://www.insee.fr/fr/statistiques/3293086?geo=COM-13063
3. ↑  http://www.insee.fr